# Les Magiciens du swing
Pour plus de détails, voir Fiche technique et Distribution.
Les Magiciens du swing (The Fabulous Dorseys) est un film américain réalisé par Alfred E. Green, sorti en 1947.

## Synopsis
Biographie des frères Tommy et Jimmy Dorsey, instrumentistes et chefs d'orchestre américains de jazz, depuis leur enfance à Shenandoah (Pennsylvanie), en passant par leurs parcours individuels, avec leurs orchestres respectifs.

## Fiche technique
- Titre français : Les Magiciens du swing[1]
- Titre original : The Fabulous Dorseys
- Réalisateur : Alfred E. Green
- Scénario : Richard English, Art Arthur et Curtis Kenyon
- Songs To Me (musique d'Allie Wrubel, lyrics de Don George) et I'm Getting Sentimental Over You (musique de George Bassman, lyrics de Ned Washington)
- Musique du Dorsey Concerto : Leo Shuken
- Directeur musical : Louis Forbes (et musique additionnelle, non crédité à ce titre)
- Directeur de la photographie : James Van Trees
- Directeur artistique : Duncan Cramer (en)
- Décors de plateau : Robert Priestley
- Costumes : Maria P. Donovan (créditée Maria Donovan) et, pour les hommes, Morrie Friedman (crédité Morris L. Friedman)
- Chorégraphe : Charles Baron
- Montage : George M. Arthur (crédité George Arthur)
- Producteur : Charles R. Rogers, pour sa compagnie (Charles R. Rogers Productions)
- Distributeur : United Artists
- Pays d'origine :  États-Unis
- Langue : anglais
- Format : noir et blanc – 35 mm – 1,37:1 – mono (Western Electric Recording)
- Genre : Biopic, film musical et romance
- Durée : 88 minutes
- Date de sortie : 
  - États-Unis : 21 février 1947
  - France : 7 septembre 1951[1]

## Distribution
|  | Janet Blair : Jane Howard     |
|  | William Lundigan : Bob Burton |
|  | Sara Allgood : Mme Dorsey     |
|  | Arthur Shields : M. Dorsey    |
|  | Dave Willock : Froggy         |
|  | William Bakewell : Eddie      |
|  | James Flavin : Paddy Gorman   |

|  | Tommy Dorsey (et son orchestre)  |
|  | Jimmy Dorsey (et son orchestre)  |
|  | Paul Whiteman (et son orchestre) |
|  | Charlie Barnet                   |
|  | Bob Eberly                       |
|  | Helen O'Connell                  |
|  | Art Tatum                        |
|  | Ziggy Elman                      |
|  | Ray Bauduc                       |